# Carel Jan Schneider
Carel Johannes Schneider, Ceddie, Ced (Batavia,  15 januari 1932 – Den Haag, 7 november 2011) was als Nederlands schrijver bekend onder het pseudoniem F. Springer. Daarnaast was hij werkzaam als bestuursambtenaar en diplomaat. Hij had twee jongere broers, Hans Schneider en de latere acteur Eric Schneider.

## Biografie
Schneider werd geboren in Nederlands-Indië, als zoon van een leraar Duits. Tijdens de Japanse bezetting zat hij eerst in het interneringskamp Tjihapit in Bandoeng met zijn moeder en broertjes, later alleen in een jongenskamp. Zijn vader werd tewerkgesteld aan de Birma-spoorlijn. Na de oorlog kwam het gezin naar Nederland, na een lange omweg via Ceylon, Singapore en Thailand. Schneider ging naar het Erasmiaans Gymnasium in Rotterdam en naar het ’s-Gravenhaags Christelijk Gymnasium en studeerde rechten aan de Universiteit Leiden. Zijn vader, Dr. J.Schneider, werd later hoogleraar Duitse letterkunde aan de Vrije Universiteit in Amsterdam en schreef het befaamde leerboek Deutscher Wortschatz.
Van 1958 tot 1962 was hij bestuursambtenaar in Nederlands-Nieuw-Guinea, het tegenwoordige Papoea. Als controleur stelde hij in opdracht van resident mr. Eibrink Jansen een onderzoek in naar het optreden van zijn voorganger controleur eerste klasse Rolph Gonsalves tegen de Dani-bevolking in de Baliemvallei. In het rapport, dat hij op 12 juni 1960 inleverde, maakte hij melding van stelselmatige agressie. Schneiders rapport was een van de vele redenen waarom Gonsalves na zijn verlof niet terugkeerde naar de Baliemvallei.
Na zijn periode in Nieuw-Guinea was Schneider diplomaat op Nederlandse ambassades in onder meer New York, Bangkok, Brussel, Dhaka, Teheran en Straatsburg. Ook werkte hij in Angola. Eind jaren tachtig was hij ambassadeur te Oost-Berlijn, in het voormalige Oost-Duitsland, de DDR. In 1989 ging hij met pensioen. Hij was getrouwd met Joky Bos en vader van twee kinderen; echtgenote Joky figureert o.a. als Juultje in zijn boeken Zaken over zee en Bangkok.

## F. Springer
Schneider debuteerde in 1958 met het verhaal Een eskimo op het dak, dat voor het eerst in boekvorm verscheen in 2002 in Allemaal gelogen. De herinnering als mooi verhaal, waarin niet eerder gepubliceerd of in boekvorm verschenen werk van F. Springer gebundeld is. Zijn gedichten en verhalen uit de jaren vijftig werden onder zijn eigen naam gepubliceerd. Vanaf Bericht uit Hollandia (1962) gebruikte Schneider het pseudoniem F. Springer. De initialen F.S. kunnen samenhangen met de door hem bewonderde F. Scott Fitzgerald en komen ook terug in romanhoofdpersonen als Flier de Sombreuil (Happy days in: Zaken over zee), Felix Sterremeer (Sterremeer) en Fergus Steyn (Kandy). Vanwege zijn verhalen over zijn Indische jeugd wordt hij soms ook tot de Indische letteren gerekend.
Hij ontving voor Bougainville in 1982 de Ferdinand Bordewijk-prijs, werd in 1994 genomineerd voor de AKO-literatuurprijs en kreeg in 1995 de Constantijn Huygens-prijs voor zijn gehele oeuvre. In 2012 zou hij zijn 50-jarig jubileum bij uitgeverij Querido vieren, tegelijk met zijn tachtigste verjaardag.

## Levensloop, standplaats en romanlocatie
Schneider gebruikte zijn woon-, werk- en standplaatsen als diplomaat vaak als achtergrondlocatie voor zijn werken.
- 1932-1945 Nederlandsch-Indië - Jeugd.
  - Tabee, New York, Bougainville, Teheran, Bandoeng-Bandung, Kandy, Nooit vergeten
- 1945-1946 Ceylon, Singapore, Thailand - Repatriëring.
  - Bericht uit Hollandia, De verovering van Bandung (in: Zaken overzee), Dagboek van een repatriant (in: Het onbekende vaderland), Kandy
- 1946-1952 Rotterdam (gymnasium), Den Haag (gymnasium), Leiden (rechten) - Opleiding.
  - De verovering van Bandung (in: Zaken overzee), Happy days (in: Zaken overzee), Bougainville, Sterremeer, Teheran
- 1958-1962 Nieuw-Guinea, Hollandia - Bestuursambtenaar.
  - Bericht uit Hollandia, Schimmen rond de Parula, De gladde paal van macht, Zaken overzee (in: Zaken overzee), Nooit vergeten, Met stille trom
- 1963 – Examen diplomatieke dienst.
  - Zaken overzee (in: Zaken overzee), Sterremeer
- 1964-1966 U.S.A., New York – Adjunct vice-consul / Tweede Handelssecretaris.
  - Tabee, New York, Bougainville, Sterremeer
- 1967- Thailand, Bangkok.
  - Pink Eldorado (in: Zaken overzee), Bangkok
- België, Brussel – secretaris Navo-delegatie
- 1972-1974 Bangladesh, Dacca - Tijdelijk zaakgelastigde.
  - Bougainville, Nooit vergeten
- 1974-1977 Den Haag – Buitenlandse Zaken.
- 1978-1979 Iran, Teheran.
  - Teheran, een zwanezang, Nooit vergeten
- 1979-1980 Angola, Luanda – Eerste Nederlandse Ambassadeur.
  - Quissama
- Frankrijk, Straatsburg – Permanent vertegenwoordiger Raad van Europa
- 1985 – 1989 DDR, Oost-Berlijn - Ambassadeur.
  - Quadriga, Honeckers hazenjacht
- 1989-2011 Nederland, Scheveningen - Pensioen.